# Isàuria
Isàuria (en grec antic Ισαυρία) era una regió de l'Àsia Menor, que limitava a l'est amb Licaònia, al nord amb Frígia, a l'oest amb Psídia i al sud amb Cilícia i Pamfília. El país era molt muntanyós i salvatge, quasi no tenia ciutats, i les poques que hi havia eren al nord exclosa la capital Isaura que era al sud-oest. Estrabó en un passatge obscur, sembla distingir entre Isàuria (Ἰσαυρία) al nord i Isàurica (Ἰσαυρική) a la part meridional, molt menys coneguda i que potser pertanyia a Licaònia. Els autors posteriors només parlen de la part nord del país, i el sud sembla que era una zona quasi desconeguda. Tot i que la major part del país eren muntanyes, es cultivava també el vi amb força extensió i altres productes bàsics per les necessitats.
Els seus habitants eren els isauris, pobles salvatges que vivien del robatori, el saqueig i la pirateria, i sembla que eren parents o procedien dels pisidis. Aquests costums eren perillosos pels països veïns i Roma l'any 78 aC va enviar el cònsol Publi Servili Vàcia per combatre'ls, i després de diverses campanyes perilloses va conquerir la majoria de les seves fortaleses i els va sotmetre l'any 75 aC, al cap de tres anys, i llavors va rebre el cognom d'Isàuric, segons diuen Diodor de Sicília, Pomponi Mela, Plini el Vell i Titus Livi.
Encara que tenien els territoris molt propers, els isauris eren diferents dels licaonis, i Ciceró els distingeix com a dos pobles diferents amb costums semblants. Tot i la seva derrota pels romans, que a més de destruir les fortaleses van destruir la capital, Isaura, els isauris van continuar amb els seus hàbits depredadors. El país havia estat incorporat a Galàcia sobre l'any 37 aC, i el sobirà de Galàcia, Amintes, va intentar eliminar el bandidatge però va morir en una emboscada dels isauris el 25 aC.
Mentre Pompeu el gran va tenir èxit contra els pirates cilicis a la mar, els bandits isauris, entre territoris posseïts pels romans, van mantenir la seva independència i continuaven actuant. Com que els romans no podien perseguir-los per les muntanyes, van establir una sèrie de fortaleses i els van rodejar, però els isauris sovint van poder esquivar el bloqueig. Davant dels seus èxits, els isauris es van unir als cilicis, parents seus, en una sola nació, i van emprendre accions de saqueig a gran escala. Van atacar les ciutats més fortes dels territoris propers. Segons Trebel·li Pol·lió, a la Historia Augusta, un dels caps dels isauris que dirigia les devastacions va ser Trebel·lià, que fins i tot va usurpar el tron de Roma al segle iii, fins que va ser mort per l'exèrcit romà, que no va poder reduir els isauris. L'emperador Marc Aureli Probe va aconseguir sotmetre'ls un temps, però aviat es van tornar a independitzar. Isàuria va ser un a província romana separada, creada a la reorganització de Dioclecià probablement el 293 i va seguir sent província romana de l'Imperi d'Orient fins a la introducció dels temes. Els isauris no van ser totalment dominats fins al temps de Justinià.